# Perfume 4th Tour in DOME「LEVEL3」
『Perfume 4th Tour in DOME「LEVEL3」』（パフューム・ フォース・ツアー イン ドーム レベルスリー）は、日本のテクノポップユニット、Perfumeの9作目の映像作品である。
また、Perfumeが2013年に開催して、本作に収録された2大ドーム・ツアーについても記述する。

## パッケージ
- 初回限定盤：2枚組
- 通常盤：1枚組

DVDの初回限定盤（UPBP-9003/4）と通常盤（UPBP-1003）、Blu-ray Discの初回限定盤（UPXP-9001/2）と通常盤（UPXP-1002）の全4種でリリースされた。初回限定盤は三方背スリーブケース仕様で、フォトブックレットが付く。

## 収録曲
DISC1には、2013年に開催されたツアー『Perfume 4th Tour in DOME 「LEVEL3」 supported by チョコラBB』の公演の模様を全曲分、DISC2には「Spring of Life (Album-mix)」と「Party Maker」のマルチ画面、MCダイジェスト、メイキングの特典映像を収録。

### DISC1
1. OPENING
2. Enter the Sphere
3. Spring of Life (Album-mix)[5]
4. Magic of Love (Album-mix)
5. 1mm
6. Clockwork
7. ポイント
8. ふりかえるといるよ
9. Sleeping Beauty
10. Party Maker
11. Spending all my time (Album-mix)
12. コンピューターシティ
13. エレクトロ・ワールド
14. ジェニーはご機嫌ななめ
15. ワンルーム・ディスコ
16. 未来のミュージアム
17. 「P.T.A.」のコーナー
18. だいじょばない
19. ポリリズム
20. チョコレイト・ディスコ（2012-Mix）
21. MY COLOR
22. Dream Land

### 初回限定盤DISC
1. Spring of Life (Album-mix)（マルチ画面）
2. Party Maker（マルチ画面）
3. Perfume 4th Tour in DOME 「LEVEL3」 MCダイジェスト
4. Perfume 4th Tour in DOME 「LEVEL3」 メイキング

## 特典
店頭予約者特典としてポスターが付いた。

## チャート成績
初週約3.3万枚を売り上げ、同年4月21日付オリコン週間BDランキングで総合首位を獲得。2作連続の総合首位獲得は、2008年のBD調査開始以来、女性アーティストとしてはグループ、ソロを通じて初となる。同時発売のDVDも初週約2.1万枚を売り上げ、週間DVDランキング総合2位にランクイン。ミュージックDVDとBDであわせて週間約5.4万枚を売り上げ、同日付『総合ミュージックDVD・BDランキング』の首位も獲得した。

## 収録されたツアー
『Perfume 4th Tour in DOME 「LEVEL3」 supported by チョコラBB』（パフューム・フォース・ツアー・イン・ドーム レベルスリー サポーテッド・バイ チョコラビービー）は、Perfumeが2013年冬に開催した初のドーム・ツアー。

### 日程・会場
| 出典           |               |          |                  |
| 公演日         | 開場 / 開演   | 都道府県 | 会場             |
| 2013年12月7日  | 15:00 / 17:00 | 大阪府   | 京セラドーム大阪 |
| 2013年12月8日  | 14:00 / 16:00 | 大阪府   | 京セラドーム大阪 |
| 2013年12月24日 | 16:00 / 18:00 | 東京都   | 東京ドーム       |
| 2013年12月25日 | 16:00 / 18:00 | 東京都   | 東京ドーム       |